# 井冈霉素
井冈霉素（也称为有效霉素）是一种含氮有机化合物，分子式C20H25NO13，是一种抗生素和杀真菌剂，最初由沈寅初发现自链霉菌属的吸水链霉菌（Streptomyces hygroscopicus），可抑制海藻糖酶，用于防治水稻纹枯病。